# 1984 (роман)
«1984» (відомий також під назвою «Одна тисяча дев'ятсот вісімдесят четвертий») — роман-антиутопія та повість-застереження англійського письменника Джорджа Орвелла, написаний 1948 року й опублікований 8 червня 1949 року видавництвом Secker & Warburg як дев'ята й остання книга Орвелла, написана за його життя. Назва роману утворена від «перевернутого» року його написання — 1948 (у назві роману цифри 4 і 8 переставлені місцями). Тематично він зосереджений на наслідках тоталітаризму, масового стеження та репресивного регулювання людей і поведінки в суспільстві. Орвелл, демократичний соціаліст, змоделював авторитарну державу в романі про Радянський Союз в епоху сталінізму та нацистської Німеччини. У більш широкому плані роман досліджує роль правди та фактів у суспільстві та способи, якими ними можна маніпулювати.
Роман розповідає історію Вінстона Сміта і його деградації під впливом тоталітарної держави, у якій він живе. Є найвідомішою і найцитованішою антиутопією у літературі й стоїть в одному ряду з «Прекрасним новим світом» (англ. Brave new world) Олдоса Гакслі і «451° за Фаренгейтом» Рея Бредбері.
Перекладений 62 мовами, твір, проте, здійснив значний вплив і на саму англійську мову. «1984», його термінологія й автор стали специфічними термінами при обговоренні питання приватності і державної безпеки. Так, термін «орвелліанство» став описувати дії або організації, які нагадують про тоталітарне суспільство, змальоване у романі, а фраза «Старший Брат пильнує за тобою!» (англ. Big Brother is watching you!) почала позначати будь-який акт спостереження, який сприймається як насильницький.
У 2009 р. впливова британська газета «Таймс» оголосила роман «1984» найважливішою книгою, надрукованою за останні 60 років.
Були часи, коли роман «1984» сприймався настільки революційно і здавався настільки політично небезпечним, що був заборонений деякими бібліотеками Сполучених Штатів Америки, не кажучи вже про держави із тоталітарними режимами.
Роман має другий номер у Рейтингу 100 найкращих книг усіх часів журналу Ньюсвік.

## Історія створення

### Ідея
У листі до свого видавця Фреда Ворбурга 22 жовтня 1948 року Орвелл повідомив, що вперше ідея роману виникла у нього в 1943 році. Він органічно продовжив тему революції, розкритої в «Колгоспі тварин». Першими назвами роману були «Остання людина в Європі» та «Живі та мертві». З'явилися основні моменти та лінії — хвилини ненависті, двозначність, новомова, любов і страх у тоталітарному суспільстві тощо. Деякі образи, використані в романі, письменник запозичив із власних спогадів. Як засвідчив його друг Тоско Файвел «Джордж Орвелл казав мені, що […] він переніс у фантастичний Лондон 1984 „звуки, запахи і кольори свого шкільного дитинства“».
Архів Орвелла в Університетському коледжі Лондона містить недатовані нотатки про ідеї, які еволюціонували в «1984». Вважається, що блокноти «навряд чи були завершені пізніше січня 1944 року», і «є серйозна підозра, що деякі матеріали в них датуються ранньою частиною війни».
В одному листі 1948 року Орвелл стверджує, що «вперше подумав про [книгу] в 1943 році», тоді як в іншому він каже, що подумав про неї в 1944 році, і цитує Тегеранську конференцію 1943 року як джерело натхнення: «Насправді це має на меті обговорити наслідки поділу світу на „зони впливу“ (я подумав про це в 1944 році в результаті Тегеранської конференції), а також вказати, пародіюючи їх, на інтелектуальні наслідки тоталітаризму». Орвелл відвідав Австрію в травні 1945 року і спостерігав маневрування, яке, на його думку, могло призвести до окремих зон окупації СРСР і союзників.
У січні 1944 року професор літератури Гліб Струве познайомив Орвелла з романом-антиутопією Євгена Замятіна 1924 року «Ми». У своїй відповіді Орвелл висловив інтерес до цього жанру і повідомив Струве, що почав записувати ідеї для одного зі своїх власних творів, «які можуть бути написані рано чи пізно». У 1946 році Орвелл написав про роман-антиутопію 1931 року Олдоса Гакслі «Прекрасний новий світ» у своїй статті «Свобода і щастя» для Tribune і зазначив схожість із «Ми». На той час Орвелл отримав критичний і комерційний успіх своєю політичною сатирою 1945 року «Колгосп тварин», яка підняла його авторитет. Для продовження він вирішив створити власний антиутопічний твір.
У романі простежується ряд паралелей або навіть запозичень з творчості попередників Орвелла — перш за все, роману-антиутопії Євгена Замятіна «Ми» (Благодійник — Старший Брат; Єдина Держава — Океанія; операція з видалення з мозку центру фантазії — промивка мізків). Англійський критик Ісаак Дойчер ще в 1955 році звернув увагу, що Орвелл «запозичив ідею, сюжет, головних героїв, символіку і всю атмосферу» замятінського роману «Ми». З іншого боку, деякі дослідники стверджують, що Орвелл прочитав «Ми» вже після написання власної книги. Але необхідно пам'ятати про той факт, що сам Орвелл зробив рецензію на «Ми» в 1946 році, а в листі до Гліба Струве 17 лютого 1944 року Орвелл писав так: «Ви мене зацікавили романом „Ми“, про який я раніше не чув. Такого роду книги мене дуже цікавлять, і я навіть роблю ескізи для подібної книги, яку напишу рано чи пізно».

### Написання
Під час зустрічі в червні 1944 року з Фредріком Варбургом, співзасновником його британського видавництва Secker & Warburg, незадовго до виходу «Колгоспу тварин», Орвелл оголосив, що він написав перші 12 сторінок свого нового роману. Однак він міг заробляти на життя лише журналістикою, і передбачив, що книга побачить світ не раніше 1947 року. Прогрес йшов повільно; до кінця вересня 1945 року Орвелл написав близько 50 сторінок. Орвелл розчарувався в обмеженнях і тиску, пов'язаному з журналістикою, і почав ненавидіти міське життя в Лондоні. Його здоров'я також постраждало: сувора зима погіршила його бронхоектатичну хворобу з ураженням однієї легені.

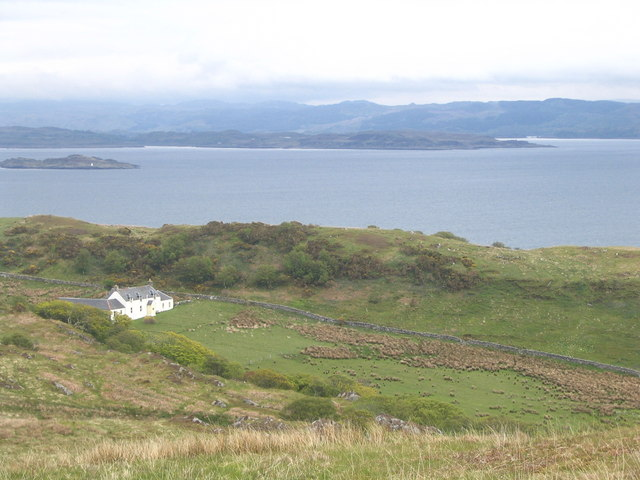
Роман було завершено в Барнгілл, Джура.

У травні 1946 року Орвелл прибув на шотландський острів Джура. Він кілька років хотів потрапити на один з Гебрідськиї островів, і Девід Астор порадив йому залишитися в Барнгіллі, віддаленому фермерському будинку на острові, яким володіла його родина. У Барнгіллі не було ні електрики, ні гарячої води, але саме тут Орвелл періодично писав і закінчив «1984». Його перше перебування тривало до жовтня 1946 року, протягом якого він мало просунувся на кількох уже завершених сторінках і одного разу не працював над ними протягом трьох місяців. Провівши зиму в Лондоні, Орвелл повернувся до Джури; у травні 1947 року відписав Варбургу, що попри повільний і важкий прогрес він пройшов приблизно третину шляху. Він надіслав свій «жахливий безлад» першої чернетки рукопису до Лондона, де Міранда Крістен зголосилася надрукувати чисту версію. Однак у вересні здоров'я Орвелла погіршилося, і він був прикутий до ліжка через запалення легенів. Він втратив майже два стоуни (28 фунтів або 12,7 кг) ваги і мав періодично нічну пітливість, але вирішив не звертатися до лікаря і продовжував писати. 7 листопада 1947 року його стан покращився настільки, що згодом він поїхав до Іст-Кілбрайду поблизу Глазго для лікування в лікарні Hairmyres, де спеціаліст підтвердив у нього відкриту форму хронічного туберкульозу.
Вийшовши з лікарні 28 липня 1948 року, Орвелл приїхав на острів Джура для закінчення роману. Тут він написав повну другу чернетку «1984», яку закінчив у листопаді. У жовтні він попросив Ворбурга надіслати йому друкарку, однак ніхто не погодився їхати на віддалений острів, і тяжкохворий Орвелл передрукував роман сам зі швидкістю приблизно 4000 слів на день під час нападів гарячки та кривавого кашлю. 4 грудня 1948 року Орвелл надіслав готовий рукопис компанії Secker & Warburg і назавжди залишив Барнгілл у січні 1949 року. Він одужував у санаторії в Котсволді.

### Назва
Незадовго до завершення другої чернетки Орвелл вагався між двома назвами для роману: «Остання людина в Європі», рання назва, і «1984». Варбург запропонував останній варіант, який він вважав більш комерційно вигідним. Існує теорія, яку ставить під сумнів Доріан Лінскі (автор книги 2019 року про «1984»), що «1984» був обраний просто як інверсія 1948 року, року, коли він завершувався. Лінскі каже, що цю ідею «вперше запропонував американський видавець Орвелла», а також згадував її Крістофер Гітченс у своїй передмові до видання «Колгосп тварин» за 2003 рік і «1984», де також зазначено, що ця дата мала надати «безпосередності та нагальності загрози тоталітарного правління». Однак Лінскі не вірить у теорію інверсії:

Ця ідея … здається надто милою для такої серйозної книги. … Науковці висунули й інші можливості. [Його дружина] Айлін написала вірш до сторіччя своєї старої школи під назвою «Кінець століття: 1984». Політична сатира Г. К. Честертона 1904 року «Наполеон з Ноттін Гілла», яка висміює мистецтво пророцтва, починається в 1984 році. Рік також є знаменною датою в «Залізній п'яті» . Але всі ці зв'язки виявляються лише випадковими збігами в перших чернетках роману… Спочатку він написав 1980 рік, потім 1982 рік і лише потім 1984 рік. Найдоленоснішою датою в літературі стала остання поправка.

### Публікація
Напередодні публікації Орвелл назвав роман «звіриною книгою» і висловив певне розчарування, вважаючи, що його було б краще, якби він не був таким хворим. Це було типово для Орвелла, який критикував інші свої книги незадовго до їхнього виходу. Проте, Secker & Warburg сприйняли книгу з ентузіазмом, які діяли швидко; до того, як Орвелл покинув Джуру, він відхилив запропоновану ними аннотацію, яка зобразила це як «трилер, змішаний з історією кохання». Він також відхилив пропозицію Американського клубу «Книга місяця» випустити видання без додатка та розділу про книгу Ґолдштейна, рішення, яке, як стверджував Варбург, скоротило продажі приблизно на 40 000 фунтів стерлінгів.
«1984» був опублікований 8 червня 1949 року у Великій Британії; Орвелл прогнозував заробіток близько 500 фунтів стерлінгів. Перший наклад у 25 575 примірників послідував за наступними 5 000 примірниками в березні та серпні 1950 року. Роман створив найбільше враження в США після того, як 13 червня 1949 року видавництво Harcourt Brace, & Co випустило його там. Перший наклад у 20 000 примірників швидко послідував за новими 10 000 1 липня і знову 7 вересня. До 1970 року в США було продано понад 8 мільйонів примірників, а в 1984 році він очолював список бестселерів країни.
У червні 1952 року вдова Орвелла Соня Бронуелл продала єдиний рукопис, який зберігся, на благодійному аукціоні за 50 фунтів. Чернетка залишається єдиним збереженим літературним рукописом Орвелла, і зараз зберігається в бібліотеці Джона Гея у Браунському університеті в Провіденсі, Род-Айленд.
Роман викликав захоплення у критиків та колег — Олдоса Гакслі, Джона Дос Пассоса, Бертрана Расселла. 1953 року вийшла радіовистава, в 1956 і 1984 роках за романом було знято однойменні фільми. До 1989 року роман було перекладено більш як 65 мовами.

## Сюжет
У 1984 році цивілізація була спустошена світовою війною, громадянським конфліктом і революцією. «Злітна смуга I» (раніше відома як Велика Британія) — провінція Океанії, одна з трьох тоталітарних наддержав, які правлять світом. Ним керує «Партія» за ідеологією «ангсоц» (новомовне скорочення «англійського соціалізму») і таємничий лідер Старший Брат, який має інтенсивний культ особистості. Партія жорстоко винищує всіх, хто не повністю відповідає їхньому режиму, використовуючи «Поліцію думок» та постійне стеження через телеекрани (двостороннє телебачення), камери та приховані мікрофони. Ті, хто впав у немилість Партії, стають «неособами», зникаючи зі знищеними всіма доказами їхнього існування.
Головний герой, Вінстон Сміт, живе в Лондоні, працює в Міністерстві Правди і є членом Зовнішньої Партії. Він не поділяє партійних ідеологій, і в глибині душі вельми сумнівається в партії, навколишній дійсності й узагалі в усьому тому, в чому тільки можна сумніватися. Щоб «випустити пару» і не зробити нерозважливого вчинку, він купує щоденник, в якому намагається викладати всі свої сумніви. Водночас на людях Вінстон намагається виглядати прихильником партійних ідей. Однак він побоюється, що дівчина Джулія, яка працює в тому ж міністерстві, шпигує за ним і хоче викрити його. Також він вважає, що високопосадовий співробітник їхнього міністерства, член Внутрішньої партії О'Браєн, так само не поділяє думки партії і є підпільним революціонером.
Одного разу опинившись у районі пролів (пролетаріїв), де члену партії з'являтися небажано, він заходить у крамницю лахмітника Чарринґтона. Той показує йому кімнату, і Вінстон мріє пожити там хоча б тиждень. На зворотному шляху йому зустрічається Джулія. Сміт з жахом розуміє, що вона стежила за ним. Його охоплює страх і через нього Вінстон іще більше хоче дівчину. Однак він перемагає страх і не наважується наздогнати Джулію. Незабаром Джулія в міністерстві передає йому записку, в якій зізнається йому в коханні. У них зав'язується роман, вони кілька разів на місяць влаштовують побачення, але Вінстона не залишає думка, що вони вже небіжчики (вільні романтичні стосунки між чоловіком і жінкою, які є членами партії, заборонені партією). Вони винаймають кімнатку у Чарринґтона, яка стає місцем їх постійних зустрічей. Вінстон і Джулія наважуються на божевільний вчинок — похід до О'Браєна. Вони просять його прийняти їх до підпільного Братства, хоча самі лише припускають, що він у ньому перебуває. О'Браєн їх приймає і дає книгу, написану ворогом держави Ґолдштайном.
Через деякий час їх заарештовують у кімнатці у містера Чарринґтона, бо цей милий старий виявився співробітником Поліції думок. У Міністерстві Любові Вінстона довго катують. Головним катом, на подив Сміта, виявляється О'Браєн. Спочатку Вінстон намагається боротися і не зрікатися себе. Однак від постійних фізичних і психічних страждань Сміт поступово відрікається від себе, від своїх поглядів, сподіваючись зректися їх розумом, але не душею. Він відрікається від усього, крім своєї любові до Джулії. Однак і цю любов ламає О'Браєн. Вінстон зрікається, зраджує її, думаючи, що він зрадив її на словах, розумом, від страху. Однак у фіналі, коли він уже «вилікуваний» від революційних настроїв і на волі сидить у кафе «Під каштаном», попиваючи джин, Вінстон розуміє, що в ту мить, коли він зрікся її розумом, він відрікся від неї повністю. Він зрадив свою любов. У цей час по радіо передають повідомлення про перемогу військ Океанії над армією Євразії, після чого Вінстон розуміє, що тепер він цілком вилікувався. Тепер він справді любить партію, справді любить Старшого Брата.

## Персонажі

### Основні персонажі
- Вінстон Сміт (англ. Winston Smith) — головний герой, 39-річний чоловік. Народився в Лондоні в 1944 або 1945 році — точну дату встановити неможливо. З молодих років працює в Міністерстві Правди, у відділі документації: в його обов'язки входить внесення змін до документів, які містять факти, що суперечать партійній пропаганді. Зовні він вдає, що є прихильником партійних ідей, тоді як в душі глибоко їх ненавидить. Протягом усього роману одягнений в уніформу партійного працівника Зовнішньої Партії.

- Джулія (англ. Julia) — дівчина, закохана в головного героя. Їй 26 років, у неї пишне каштанове волосся і карі очі, тонка талія, перетягнута червоним поясом молодіжної Антисексуальної Ліги. Працює в Міністерстві Правди, у відділі літератури. Майстерно прикидається лютою прихильницею Партії, в той час як постійно порушує партійні закони.

- О'Браєн (англ. O'Brien) — антагоніст, високопоставлений член Внутрішньої партії. Зображається як «високий кремезний чоловік з товстою шиєю і грубим глузливим обличчям». Однак при цьому О'Браєн не позбавлений чарівності, розумний, а зовнішність боксера-важкоатлета в поєднанні з вихованістю дає дивний контраст.

### Епізодичні персонажі
- Ааронсон, Джонс і Резерфорд – колишні члени Внутрішньої Партії, яких Вінстон смутно пам'ятає як перших лідерів Революції задовго до того, як він почув про Старшого Брата. Вони зізналися у зрадницькій змові з іноземними державами, а потім були страчені під час політичних чисток 1960-х років. У проміжку між їхніми зізнаннями та стратою Вінстон бачив, як вони випивали в кафе «Chestnut Tree» — зі зламаними носами, що свідчить про те, що їхні зізнання були отримані тортурами. Пізніше, під час своєї редакторської роботи, Вінстон бачить газетні докази, які суперечать їхнім зізнанням, але запам'ятовує їх. Через одинадцять років під час допиту він стикається з тією ж фотографією.
- Містер Чаррінґтон (англ. Charrington) — продавець антикварної крамниці, який насправді є агентом Поліції Думок. Здає Вінстону і Джулії кімнату, пізніше керує їхнім арештом.

- Сайм (англ. Syme) — освічений колега Вінстона. Один з найсимпатичніших йому людей. Є філологом і працює над 11-м виданням словника новомови. Хоча він з ентузіазмом ставиться до своєї роботи та підтримки партії, Вінстон зазначає: «Він надто розумний. Він бачить надто ясно і говорить надто просто». Вінстон правильно передбачив, що Сайм стане неособистістю.

- Том Парсонс (англ. Parsons) — сусід і колега Вінстона. Описується як товстий, активний чоловік років 35, від якого завжди тхне потом. Вінстон і Сайм не надто його люблять. Він є ідеальним членом партії — енергійний, працездатний, не схильний до міркувань, беззаперечно вірить всьому, чого навчає партія. Є головним активістом туристичних походів і партійних акцій. Неймовірно дурний, але добродушний; дуже любить дітей. Пізніше був заарештований поліцією думок за вказівкою своєї дочки і «розпорошений».
- Місіс Парсонс – Дружина Парсонса — нудна і нещасна жінка, яку лякають власні діти.
  - Діти Парсонів – дев'ятирічний син і семирічна дочка. Обидва є членами шпигунів, молодіжної організації, яка зосереджена на привченні дітей партійними ідеалами та навчанні їх повідомляти про будь-які підозрювані випадки неортодоксальності. Вони представляють нове покоління громадян Океанії, без пам'яті про життя до Старшого Брата, без родинних зв'язків чи емоційних почуттів; модель суспільства, передбачена внутрішньою партією.

- Амплфорт (англ. Ampleforth) — колега Вінстона, співробітник Міністерства Правди. Описується як високий, незграбний чоловік з вухами, покритими шерстю. За спеціалізацією — поет, вважається одним з найкращих фахівців по римі й так званим «канонічним текстам» (себто перекладам поетичних творів з класичної англійської мови на новомову)[43]. У третій частині роману опиняється в камері попереднього ув'язнення разом з Вінстоном, після чого зникає в «кімнаті 101».

- Мартін (англ. Martin) — слуга О'Браєна, описується як низькорослий щуплий чоловік з монголоїдним обличчям, в білому костюмі слуги.

### Персонажі, що згадуються в романі, але не беруть участі в його подіях
- Старший Брат (інший, менш точний варіант перекладу — Великий Брат) (англ. Big Brother) — одноосібний лідер партії. Зображується як чорновусий чоловік середніх років. Затвердження одноосібної влади Старшого Брата почалося в 1960 році, з цього часу почалося винищення керівників партії, які безпосередньо брали участь у революції; цей процес завершився на початку 1970-х років. Можливо, Старший Брат не існував у реальності та є вигаданою особою.

- Емануїл Ґолдштайн (англ. Emmanuel Goldstein) — ворог держави № 1. Колись він був одним з вождів революції, але пізніше, за офіційною версією партії, зрадив її і втік за кордон. В Океанії вважається, що він створив таємне Братство, метою якого є боротьба з партією. Вважається номінальним автором книги «Теорія і практика олігархічного колективізму» (хоча зі слів О'Браєна, можливо книга сфабрикована ідеологами Внутрішньої партії для полегшення процесу виявлення і вилову інакодумців).

- Кетрін Сміт (англ. Katharine) — формально дружина Вінстона, фактично розлучена з ним і фігурує тільки в спогадах головного героя. Описується як висока блондинка з благородним профілем; проте, при своїй зовнішній привабливості вона, за словами Вінстона, — «найдурніша істота», з якою будь-коли він був знайомий. Глибоко віддана партійним ідеям, відчувала величезну відразу до сексу, але щотижня вимагала від Вінстона «виконання партійного боргу» для зачаття дитини. Після серії невдалих спроб завагітніти покинула Вінстона.

- Джонс (англ. Jones), Ааронсон (англ. Aaronson) і Рудзерфорд (англ. Rutherford) — колишні високопоставлені члени Внутрішньої партії. Вони були першими лідерами революції, однак пізніше звинувачені в зраді революції і заарештовані. Під тортурами вони зізналися у всіх злочинах, в яких їх звинувачувала партія, були помилувані, тимчасово звільнені, проте потім майже відразу повторно засуджені і розстріляні. Під час своєї роботи Вінстон випадково виявив доказ їх невинності — фотографію учасників партійної конференції в Нью-Йорку, на якій вони були присутні. Фотографія була зроблена в 1960 році, в той час, коли, згідно зі звинуваченнями, вони перебували на таємному євразійському аеродромі в Сибіру, де спілкувалися з представниками євразійської розвідки.

## Підсумок
Орвелл демонструє своє сприйняття антиутопії в не надто віддаленому від автора майбутньому. Рік, в якому відбуваються події, 1984-й, за словами головного героя, визначено приблизно, оскільки можливості відновити хронологію подій і визначити точніше, не залишилось. Вигадані технологічні досягнення, як-от телеекрани, використовуються на користь системи для розширення контролю як над членами Партії, так і над народними масами (т. зв. «пролами» — від «пролетар»), проте не для покращення якості їхнього життя. Досконалі стратегії, зокрема перманентна війна, використовуються, щоб заперечувати необхідність освіти пролів для розуміння потенціалу кращого життя. Причиною цього є втримання керівною олігархією повної влади довічно.

### Прообрази

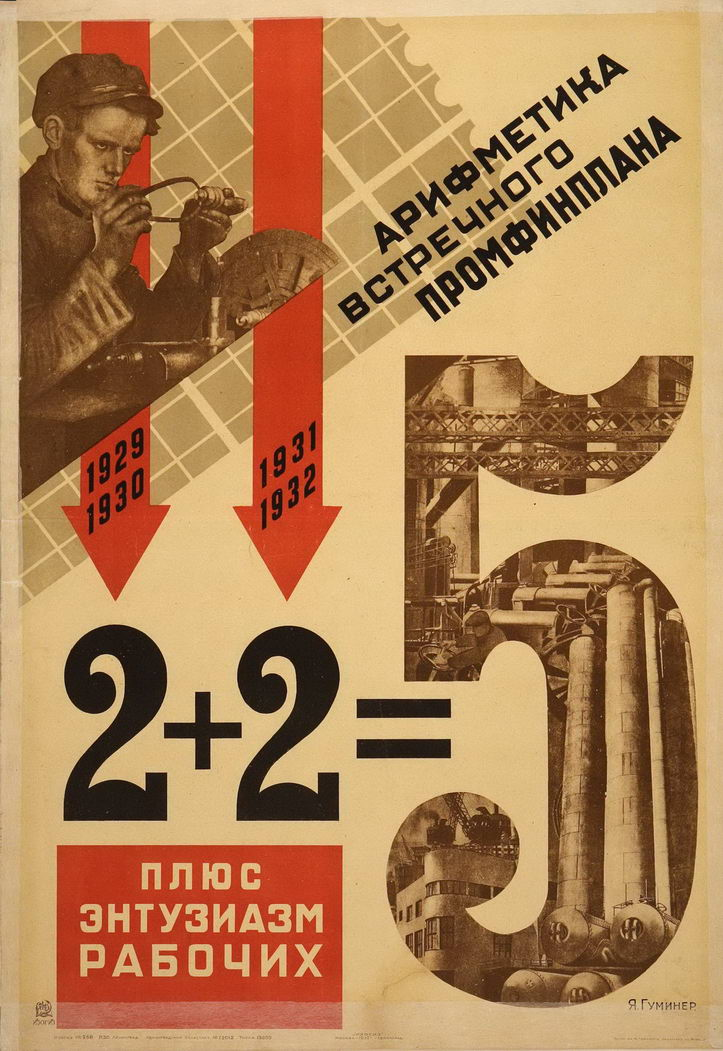
Плакат першого п'ятирічного плану Радянського Союзу 1931 року «Арифметика промислово-фінансового контрплану: 2 + 2 плюс ентузіазм робітників = 5»

Багато аспектів океанічного суспільства Орвелл засновував, емпатуючи еру Сталіна в Радянському Союзі.
Наприклад, «Двохвилинка ненависті», прослідковується притаманною Сталіну демонізацією його ворогів і супротивників, а опис самого Старшого Брата має фізичну подібність до власне образу Сталіна.
Протагоніст твору Вінстон Сміт отримав своє ім'я на честь Вінстона Черчилля, лідера англійської партії консерваторів, яка суперечила політичним поглядам Орвелла.
Прототипом Імануїла Ґолдштайна став Лев Троцький.
Прототипом Ааронсона став, ймовірно, Григорій Зінов'єв, чиє справжнє по батькові — Ааронович, а прототипом Рудзерфорда — Лев Каменєв, справжнє прізвище якого — Розенфельд).
Серед специфічної літератури, впливу якої міг зазнати Орвел, можна назвати:
- «Ніч ополудні» і «Комісар Йоджі» Артура Кестлера
- «Залізна п'ята» Джека Лондона (1908)
- «Прекрасний новий світ» (Brave New World) Олдоса Гакслі (1932)
- «Ми» Євгена Замятіна (1923)
- «Революція менеджерів» Джеймса Бернема (James Burnham) (1940)[44]

## Світ «1984»

Соціальна піраміда класів описаних у романі, зі Старшим Братом на верхівці

У романі описується світ де панує тоталітарний режим у своїй найвищій формі — режим, який пізнав свою тоталітарну природу й поклав собі за мету зберегтися вічно. Увесь світ поділився на три гігантські блоки, які не відрізняються один від одного ідеологією, проте ведуть між собою безперервну війну. Суспільство у кожному із блоків розділене на три класи: Внутрішню партію, Зовнішню партію й пролів (див. піраміду праворуч). Ідеологія Партії базується на тому положенні, що всі суспільства поділяються на клас при владі, клас, який рветься до влади, й пролів, які не мають жодного значення. Клас при владі може вічно залишатися таким, якщо систематично й безперервно винищуватиме клас, який рветься до влади. Внутрішня партія залишатиметься при владі вічно, якщо безжалісно й послідовно винищуватиме Зовнішню партію.
Роман фокусується на Вінстонові Сміті — члені зовнішньої партії, який, згідно з ідеологією носить у собі зерно бунту проти влади. Йому здається, що супротив, який визріває у ньому, притаманний лише йому одному. Спершу Орвелл хотів назвати свій роман «Остання людина Європи». Проте ця назва була відкинута, як не досить зловісна і така, що накладала певний штамп героїзму на протагоніста.
Хоча лінія роману нерозривна, його можна описати як такий, що має три частини. Фактично деякі видавці публікують роман у трьох частинах. Перша частина пов'язана із Вінстоновим баченням світу. Друга — із забороненими сексуальними стосунками Вінстона із Джулією і його згодою долучитися до повстання проти Партії. Третя — з арештом Вінстона Поліцією Думок і його ув'язненням у Міністерстві Любові. Врешті-решт, за допомогою Міністерства Любові головний герой пізнає велич і красу ідеології Партії. Подальша його доля не простежується. Він може загинути в казематах або ж долучитися до вибраних — зрозуміло лише, що Партія знову перемогла й правитиме вічно.

### Розгортання подій
Вінстон Сміт, член Зовнішньої Партії, мешкає у руїнах Лондона, головного міста Злітно-посадкової Смуги № 1 — прифронтової провінції тоталітарної супердержави Океанія.

### Реалії світу в романі
У романі описується масштабне та послідовне використання державою пропаганди, започатковане тоталітарними режимами Гітлера та Сталіна.

### Новомова
«Новомова» — особлива форма мови і словникового запасу, які поширюються в Океанії. Нова мова формувалася за принципом «неможливо зробити (і навіть подумати) те, що не можна виразити словами». Тому з кожним новим виданням словника новомови з нього викидалися слова і поняття, чужі панівній ідеології.
«Кожне скорочення було успіхом, бо чим менший вибір слів, тим менша спокуса задуматися».
Зате з'являлися нові слова, переважно, скорочення довших фраз, що теж допомагало позбутися багатозначності старомови. Наприклад, фраза «ідейно міцна качкомова» означала похвалу людині, яка говорить ідеологічно вивірено, «без участі вищих нервових центрів».

### Міністерства Океанії
У Лондоні, столиці Злітної Смуги I, розташовані чотири міністерства управління Океанії в пірамідальних будівлях (близько 300 метрів заввишки), на фасадах яких можна побачити три гасла Партії. У зв'язку з тим, що особливості адміністративного устрою Океанії в романі не описані, залишається неясним, чи є ці міністерства органами центрального уряду, або ж це управління відповідних центральних міністерств по провінції Злітної смуги I держави Океанія.
Міністерство Мируангл. Minipax: новомова: Мінімир
Відповідає за проведення військових дій і повідомляє про події безперервної війни між Океанією та іншими світовими державами.
Міністерство Достаткуангл. Miniplenty: новомова: Мінідост
Нормує і контролює постачання їжі, товарів і предметів побуту. Кожен квартал Мінідост публікує несправжні заяви про поліпшення рівня життя, в той час як насправді воно, як правило, скорочує і зменшує найменування, доступність і кількість товарів народного споживання. Міністерство правди підкріплює заяви Міністерства Достатку шляхом виправлення економічної інформації для підтвердження поточного, «поліпшеного» рівня життя.
Міністерство Правдиангл. Minitrue: новомова: Мініправ
Місце роботи головного героя роману, займається безперервною фальсифікацією різної історичної інформації (статистичних даних, історичних фактів) на всіх рівнях інформування населення: ЗМІ, книгах, освіті, мистецтві, спорті. Займається не тільки переписуванням і інтерпретацією реальних подій, а й створює повністю вигадані події і людей. Так Вінстон Сміт придумав біографію Товариша Огілві — зразкового громадянина, який віддав своє життя заради Партії. (Частина I, Глава IV)
Міністерство Любовіангл. Miniluv: новомова: Мінікох
Займається розпізнаванням і перевихованням та знищенням («розпиленням») справжніх і потенційних думкозлочинців. Як Вінстон знає зі свого досвіду, думкозлочинців ламають фізично і морально, використовуючи тортури і психологічний тиск, а потім, коли ті перебувають на межі повної розумової і духовної капітуляції, відправляють в кімнату 101 випробувати «те, що найгірше на світі» — поки любов до Старшого Брата остаточно не витісняє все, що у них залишилось — незалежність мислення і людські почуття.

Назви міністерств у новомові є антонімами до їх справжніх функцій та прикладом дводумства — 
|                                                     | Міністерство Миру займається війною, Міністерство Правди — брехнею, Міністерство Любові — тортурами, а Міністерство Достатку морить голодом. |
| — Частина II, Розділ IX — Розділ I книги Ґолдштайна | |

Думкозлочин — найтяжчий з можливих злочинів в Океанії, карається смертю. Під це поняття потрапляє будь-яка необережна думка члена АНГСОЦу, будь-який необережний жест або слово. Неправильний, з точки зору ідеології правлячої партії, вираз обличчя також є різновидом злочину. Боротьбою з думкозлочинцями в Океанії займалася поліція думок, допити обвинувачених проходили в Міністерстві Любові. Для виявлення підозрюваних використовувалося стеження, яке вели за громадянами агенти поліції думок і добровольці (в тому числі — найближчі родичі думкозлочинців), а також телеекрани.

### Телеекран
Телеекран — пристрій, що сполучає в собі телевізор з єдиним каналом і відеокамеру, яку не можна вимкнути. У кожному приміщенні, де бували члени партії, перебував окремий телеекран, через який цілодобово транслювалися передачі і проводилося стеження за людьми. Телеекрани практично повністю були відсутні в будинках безпартійних, а в будинках членів Внутрішньої партії, хоча і були в обов'язковому порядку, але, можливо, були забезпечені вимикачем, яким можна було скористатися на не більше ніж пів години на день.

### Партія
|                         | Проголошуваний Партією ідеал — це щось величне, жахливе й осяйне — світ зі сталі й бетону, світ страхітливих машин і жахливої зброї, народ воїнів і фанатиків, що марширує у довершеному порядку, думає про те саме, викрикує однакові гасла, безперервно працюючи, воюючи, тріумфуючи, переслідуючи ворогів — триста мільйонів людей з тим самим обличчям. Реальність зовсім інша: тьмяні й брудні міста, де сновигають вічно голодні люди у подертих черевиках, що пропускають воду, напівзруйновані будинки, збудовані в дев'ятнадцятому сторіччі, просякнуті смородом вареної капусти та несправних нужників. У його уяві постало видіння Лондона, величезного й напівзруйнованого міста з мільйоном сміттєвих баків, а на нього наклався образ місіс Парсонс, жінки зі зморшкуватим обличчям і поріділим волоссям, яка безнадійно длубається у засміченій каналізаційній трубі. |
| — Частина I, Розділ VII | |

Три гасла Партії, які усюди зображаються:
- ВІЙНА — ЦЕ МИР
- СВОБОДА — ЦЕ РАБСТВО
- НЕЗНАННЯ — ЦЕ СИЛА

|                           | Партія прагне до влади лише переслідуючи свої власні інтереси. Нас не цікавить добробут інших, нас цікавить лише влада. Нам не потрібне ні багатство, ні розкіш, ні довге життя чи щастя: нам потрібна лише влада, абсолютна влада. Ми знаємо, що ніхто не захоплює владу, щоб потім відмовитися від неї. Влада — не засіб, а кінцева мета. Диктатуру запроваджують не для того, щоб стати на сторожі революції, це революцію здійснюють для того, щоб запровадити диктатуру. Метою переслідування є переслідування. Метою тортур — тортури. Метою влади — влада. |
| — Частина III, Розділ III | |

### Думкозлочин
Думкозлочин (англ. thoughtcrime) — єдиний злочин в Океанії, що карався смертю. Під це поняття попадав навіть не просто вчинок, а тільки сама думка про нього. Ідеологія проголошувала — подумавши про правопорушення, людина сама підписувала собі смертний вирок, який рано чи пізно, проте завжди невідступно досягав її в катівнях Міністерства Любові. Репресивним органом, котрий запобігав думкозлочину, була Поліція думки.
Поліція думок (англ. Thought Police) не займалася простим виконанням вироків. В її функції входило доведення порушнику, що він був не правим. «Злочинець» знищувався тільки після того, як він щиросердно (за цим жорстко слідкували, «ошукачів» обробляли далі) погоджувався з постулатами ідеології і сам просив для себе смертного вироку за свої «злочини». Деяких навіть випускали на волю, щоб людина «дозріла» самостійно і сама повернулася для виконання смертного вироку. Таким чином, система не просто мстила «віровідступникам», що не покаялися, а вбивала їх від безсилля, знищуючи їх в цілому, себто разом із вірою.

### Політична географія

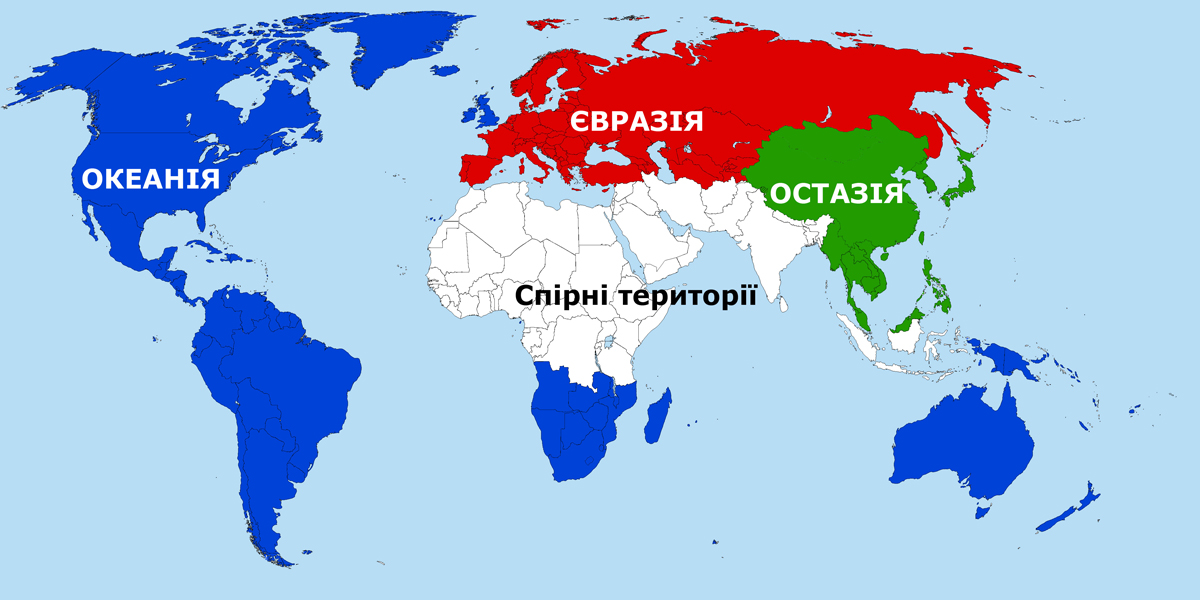
Політична мапа світу 1984 (бачення)

Дія роману відбувається в 1984 році в Лондоні — головному місті Військово-повітряної Зони № 1, (ще один варіант перекладу — «Злітної смуги I», англ. Airstrip One), колишньої Великої Британії, яка, своєю чергою, є третьою за чисельністю населення провінцією тоталітарної держави Океанія. Океанія перебуває в стані перманентної війни з двома іншими тоталітарними наддержавами — Євразією й Остазією.
Світ контролюється трьома тоталітарними наддержавами, які ведуть між собою нескінченну війну.
- Океанія (англ. Oceania) — займає третину земної кулі, охоплює обидві Америки, Велику Британію, Австралазію, всі острови в Атлантичному океані, південь Африки і, власне, Океанію. У романі нічого не говориться про належність Антарктиди до Океанії, проте згадується, що на цьому континенті розташовані секретні океанійські полігони. Виникла шляхом поглинання Сполученими Штатами Британської імперії. Назва походить від того, що Океанія має вихід до всіх чотирьох океанів. Державна ідеологія — «англійський соціалізм» (АНГСОЦ).
- Євразія (англ. Eurasia) — охоплює території колишнього Радянського Союзу, Європи та Туреччини. Утворилася внаслідок захоплення Росією європейських країн. Державна ідеологія — «необільшовизм».
- Остазія (англ. Eastasia) — найменша за територією супердержава, однак з найбільшим населенням, оскільки займає території Китаю, Японії, Кореї, частково Монголії та Індії. Для найменування державної ідеології цієї країни використовується китайське слово, яке Ґолдштайн у своїй книзі перекладає як «культ смерті», «стирання особистості» або «самозабуття».

Північна Африка, Середній Схід і Південно-Східна Азія, а також арктична полярна шапка є спірними територіями, за володіння якими воюють три наддержави. Ці території постійно переходять від однієї країни до іншої, позаяк жодна з держав не може домогтися перемоги. Війна ведеться тільки на спірних територіях — кожна з наддержав настільки сильна, що не може бути завойована навіть об'єднаними силами двох інших, тому держави утримуються від великих наступальних операцій. Жодна з наддержав не нападає на власне територію іншої держави, скажімо, Євразія запросто могла б захопити Британські острови або Океанія могла б просунутися до Рейну чи навіть Вісли. Така рівновага гарантує, за задумом еліти трьох країн, їхнє вічне панування над світом.
Згідно з книгою Ґолдштайна, «АНГСОЦ», «необільшовизм» і «культ смерті» мають багато спільного — це тоталітарні ідеології, що пропагують мілітаризм і культ особистості вождя.

### Історія
Згідно зі спогадами Вінстона Сміта в книзі, яку приписують Імануїлу Ґолдштайну, незабаром після Другої світової війни Велика Британія була розірвана зсередини громадянською війною, в якій брали участь різні ворожі угруповання. Ослаблення країни внаслідок руйнівної громадянської війни призвело до її поглинання новою світовою наддержавою — Океанією. Приблизно в цей же час Радянський Союз почав свою експансію до Західної Європи й утворив новий союз під назвою Євразія, а ще через деякий час в Східній Азії утворився третій центр сили — Остазія.
Новий розклад сил на політичній карті світу був порушений Третьою світовою війною, яка викликала катастрофічні руйнування в усьому світі через те, що війна з наземної переросла в ядерну. Сотні ядерних вибухів в 1950-х роках знищили безліч міст в Європі, Північній Америці та європейській частині Росії. Зрозумівши небезпеку власного знищення в результаті такої війни, наддержави відмовилися від використання зброї масового ураження; проте, наземна і повітряна війна між ними тривала й надалі.
Всі три держави продовжували накопичувати атомні бомби в розрахунку на те, що рано чи пізно випаде нагода, коли вони зможуть вирішити війну на свою користь. Війни між державами велися за Екваторіальну Африку або країни Близького Сходу, за індонезійський архіпелаг, але не за землю, а за робочі руки, щоб виробляти якомога більше зброї і захоплювати нові території і нові робочі руки.
Насправді ж ці держави не тільки не могли підкорити одна іншу, але і не отримали б від цього ніякої вигоди. Умови життя в них були дуже схожі (та ж пірамідальна структура, той же культ напівбога-вождя, та ж економіка). Автор називає війну наддержав шахрайством, схожим на сутички жуйних тварин, чиї роги ростуть під таким кутом, що не здатні поранити суперника.
Панівні групи присвятили себе завоюванню світу, але разом з тим вони розуміли, що війна повинна тривати постійно, без перемоги. Її головна мета — зберегти суспільний лад, знищуючи не тільки людські життя, а й плоди людської праці, оскільки було ясно, що загальне зростання добробуту загрожує ієрархічному суспільству загибеллю, позбавляючи тим самим влади правлячі групи. Якщо величезна маса людей стане грамотною, навчиться думати самостійно, то вона просто «викине» привілейовану меншість за непотрібністю. Війна ж і голод допомагали тримати людей, які отупіли від злиднів, бажаючи жити в покорі.

### Суспільство
Океанія — держава з жорстоким тоталітарним устроєм. Жителі позбавлені громадянських прав та індивідуальності. У партійному суспільстві, крім культу особи Старшого Брата і беззаперечного підпорядкування владі, всі зобов'язані дотримуватися пуританських поглядів і всім молодим людям рекомендують входити до так званої молодіжної Антисексуальної ліги, де їм навіюється відраза до статевих зв'язків і любові. Любов є думкозлочином, а шлюби укладаються виключно в репродуктивних цілях. Однак партія з часом планує усунути і цей залишок особистого простору людей, розробивши метод усунення медичним шляхом фізіологічної потреби людини до любовної близькості з подальшим переходом на запліднення штучним шляхом.
В Океанії діє жорстка соціальна ієрархія. Парламенту й уряду не існує, вся влада зосереджена в руках партії АНГСОЦу, яка поділяється на Зовнішню партію і Внутрішню партію. Найвищою суспільною кастою є Внутрішня партія, до якої входять вищі чини міністерств і інше вище керівництво Океанії. В руках Внутрішньої партії зосереджена вся влада і багатства Океанії. На відміну від членів Зовнішньої Партії, які є майже жебраками, члени Внутрішньої партії отримують велику зарплату і мають доступ до таких рідкісних продуктів, як чай, білий хліб, а також до таких, до яких члени Зовнішньої Партії не мають доступу, як: молоко, справжня кава, вино і фрукти. Середньою кастою є Зовнішня Партія, до якої входять незліченні номенклатурні працівники й нижчі члени Партії. Члени Зовнішньої Партії живуть в злиднях і постійно перебувають під наглядом Поліції Думок.
Члени Партії зобов'язані віддавати своїх дітей в скаути, військово-політичну молодіжну організацію, де дітям нав'язується любов до Партії і Старшого Брата. Також дітей тренують як майбутніх солдатів, інформаторів і співробітників поліції думок, наприклад, вчать стежити за батьками. У книзі згадувалося, що в газетах майже щодня з'являлися повідомлення про дітей, які викрили родичів в думкозлочині і видали їх поліції думок.
Нижчою кастою є безпартійний пролетаріат (на новомові — проли), які, так само, як і Зовнішня партія, мають потреби, але, на відміну від Зовнішньої Партії, проли є самі по собі, в їх будинках майже відсутні телеекрани й поширюються злочинність і спекуляція. Проли становлять близько 85 % всього населення Океанії та є основним джерелом доходів.
Також у романі є натяки на існування каст, які перебувають ще вище Внутрішньої партії.

### АНГСОЦ
АНГСОЦ (англійський соціалізм) виник на основі соціалістичної партії, але оскільки партія постійно переписує історію, неможливо встановити точне походження англійського соціалізму. Океанія виникла в результаті злиття американських держав з Британською імперією. Старший Брат і Імануїл Ґолдштайн привели партію до перемоги в соціалістичній революції, але потім стали ворогами.
У книзі «Теорія і практика олігархічного колективізму» Ґолдштайн описує ідеологію партії як олігархічний колективізм, який «відкидає і чорнить усі принципи, для яких соціалістичний рух існував, і робить це від імені соціалізму» (на основі двозначності).
Всюдисущий Старший Брат уособлює партію, його портрети постійно зображуються на плакатах і телеекранах. АНГСОЦ вимагає повного підпорядкування народу — розумового, морального і фізичного. Для досягнення цієї мети партія готова відправляти жителів на тортури (Кімната 101). АНГСОЦ є майстерно складною системою психологічного контролю, який змушує зізнатися в думкозлочині й забути бунтівну думку, любити тільки Старшого брата і партію.
Метою АНГСОЦу є політичний контроль і влада сама по собі, як пояснює О'Браєн Смітові.

### Особливості Океанії
- Освітня система Океанії спрямована на підтримку якомога нижчої здатності до мислення у пролетарів.
- Офіційна мова країни «Новомова» (англ. newspeak) перебуває у стадії переходу від «старої мови» до того стану, коли нею не можна буде висловити жодну небезпечну для партії думку (думкозлочин). Перехід полягає не стільки у заміні старих слів новими словами та спрощенням мовних форм, скільки у скороченні словникового запасу і забороні певних слів та їхніх небезпечних значень. Факт постійного зменшення словникового запасу мови вважається її перевагою.
- Історія Океанії постійно переписується таким чином, щоб викреслити незручні партії випадки, неузгодженості з партійною ідеологією, згадування про людей, яких партія знищила тощо.
- В Океанії існує культ перемоги, який підтримується повідомленнями (переважно вигаданими) про нові перемоги на фронті, у назвах багатьох товарів, наприклад дуже поширеного джину та кави, міститься слово «перемога».
- Для пролетарів виробляється окремий шар культури, що складається з низькопробних книг і фільмів переважно на тему сексу та насильства, пісень про любов, які компілюються майже механічно пристроєм, який називається «версифікатор». Пролетарі також люблять грати в лотерею.
- В Океанії гра в шахи не передбачає можливості перемоги чорних, як підтвердження того, що добро завжди перемагає зло.
- Партія усіляко пригнічує та обмежує статевий потяг, існує припущення, що метою цього є спрямування невикористаної енергії на корисніші для партії почуття: патріотизм, любов до Старшого брата, ненависть до ворогів тощо.
- В Океанії повна нестача майже усіх продовольчих і непродовольчих товарів, крім алкогольних напоїв (пиво — для пролетарів, джин — для членів партії). Ціни на спиртне дуже низькі. Замість цукру використовується сахарин, замість чаю — листя чорниці. Джин, кава і шоколад виготовляються із замінників і не схожі на свої справжні відповідники. Водночас члени Внутрішньої партії мають доступ до якісних продуктів.
- Майже ніхто не пише одне одному листів. Втім, для привітання з якими-небудь подіями існують завчасно виготовлені листівки з надрукованими привітаннями з усіх можливих нагод.

## Теми

### Націоналізм
«1984» розширює теми, підсумовані в есе Орвелла «Нотатки про націоналізм» про брак словника, необхідного для пояснення невизнаних явищ, що стоять за певними політичними силами. У «1984» штучна, мінімалістична мова партії «новомовна» розглядає це питання.
- Позитивний націоналізм: наприклад, вічна любов жителів Океанії до Старшого Брата. У своєму есе Орвелл стверджує, що такі ідеології, як неоторизм і кельтський націоналізм, визначаються їхнім нав'язливим почуттям лояльності до певної сутності.
- Негативний націоналізм: наприклад, вічна ненависть жителів Океані до Емануїла Ґольдштайна. У своєму есе Орвелл стверджує, що такі ідеології, як троцькізм і антисемітизм, визначаються їхньою одержимою ненавистю до певної сутності.
- Перенесений націоналізм: наприклад, коли ворог Океанії змінюється, оратор робить зміну посередині речення, і натовп миттєво переносить свою ненависть на нового ворога. Орвелл стверджує, що такі ідеології, як сталінізм[47] і переспрямовані почуття расової ворожнечі та класової переваги серед заможних інтелектуалів є прикладами цього. Трансферований націоналізм стрімко перенаправляє емоції з однієї силової одиниці на іншу. У романі це відбувається під час Тижня ненависті, партійного мітингу проти первісного ворога. Натовп шаленіє і знищує плакати, які тепер спрямовані проти їх нового друга, і багато хто каже, що це, мабуть, вчинок агента їх нового ворога і колишнього друга. Напевно, багато хто з натовпу розклеював плакати перед мітингом, але вважає, що так було завжди.

О'Брайен робить висновок: «Об'єкт переслідування — це переслідування. Об'єкт тортур — це тортури. Об'єкт влади — це влада».

### Футурологія
У книзі член внутрішньої партії О'Браєн описує партійне бачення майбутнього:
Не буде ніякої цікавості, ніякої насолоди від процесу життя. Всі конкуруючі задоволення будуть знищені. Але завжди — не забувай про це, Вінстоне — завжди буде сп'яніння від влади, яке постійно зростатиме і ставатиме дедалі витонченішим. Завжди, кожної миті, буде трепет перемоги, відчуття розтоптування безпорадного ворога. Якщо ви хочете отримати уявлення про майбутнє, уявіть собі чобіт, що топче людське обличчя — назавжди.— Частина III, розділ III, «1984»

### Цензура
Однією з найпомітніших тем у «1984» є цензура, особливо в Міністерстві правди, де фотографіями та публічними архівами маніпулюють, щоб позбавити їх «неособистостей» (людей, яких партія викреслила з історії). На телеекранах майже всі цифри виробництва сильно перебільшені або просто сфабриковані, щоб вказати на безперервне зростання економіки, навіть у часи, коли реальність є протилежною. Одним із маленьких прикладів безкінечної цензури є Вінстон, якому доручено вилучити посилання на неособу в газетній статті. Він також пише статтю про товариша Огілві, вигаданого члена партії, який нібито «виявив великий героїзм, стрибнувши в море з вертольота, щоб депеші, які він ніс, не потрапили до рук ворога».

### Спостереження
В Океанії вищий і середній класи мають дуже мало правдивого приватного життя. У всіх їхніх будинках і квартирах встановлені телеекрани, щоб їх можна було дивитися чи слухати в будь-який час. Подібні телеекрани можна знайти на робочих станціях і в громадських місцях разом із прихованими мікрофонами. Письмова кореспонденція зазвичай відкривається та читається урядом перед її доставкою. Поліція думки наймає агентів під прикриттям, які видають себе за звичайних громадян і повідомляють про будь-яку особу з підривними нахилами. Дітей заохочують повідомляти уряду про підозрілих осіб, а деяких — доносити на батьків. Громадян контролюють, і найменша ознака бунту, навіть така незначна, як підозрілий вираз обличчя, може призвести до негайного арешту та ув'язнення. Таким чином громадян примушують до покори.

### Бідність і нерівність
За книгою Ґольдштайна, майже весь світ живе в бідності; голод, спрага, хвороби і бруд — це норма. Зруйновані міста й містечка є звичайним явищем: наслідок постійних війн і надзвичайної економічної неефективності. Соціальний занепад і зруйновані будівлі оточують Вінстона; окрім штаб-квартир міністерств, мало що в Лондоні було відбудовано. Громадяни середнього класу та сигарети споживають синтетичні продукти харчування та неякісні предмети розкоші, такі як масляний джин та сигарети в вільній упаковці, що поширюються під брендом «Victory», пародією на низькоякісні сигарети «Victory» індійського виробництва, які британські солдати зазвичай курили під час Другої світової війни.
Вінстон описує щось таке просте, як ремонт розбитого вікна, що потребує схвалення комітету, що може тривати кілька років, тому більшість мешканців одного з кварталів зазвичай роблять ремонт самостійно (самого Вінстона викликає місіс Парсонс, щоб відремонтувати її заблокована раковина). Усі резиденції представників вищого та середнього класів мають телеекрани, які слугують як виходами для пропаганди, так і приладами спостереження, які дозволяють поліції думки стежити за ними; їх можна вимкнути, але ті, що знаходяться в резиденціях середнього класу, не можна вимкнути.
На відміну від своїх підлеглих, представники вищого класу океанійського суспільства живуть у чистих і комфортабельних квартирах у своїх власних приміщеннях, у коморах, добре укомплектованих такими продуктами харчування, як вино, справжня кава, справжній чай, справжнє молоко та справжній цукор, усім заборонено продавати. широке населення. Вінстон вражений тим, що ліфти в будівлі О'Брайена працюють, телеекрани можна повністю вимкнути, а в О'Брайена є слуга-азієць Мартін. За всіма громадянами вищого класу піклуються раби, захоплені в «спірній зоні», і «Книга» припускає, що у багатьох є власні машини чи навіть гелікоптери.
Однак, попри свою ізоляцію та явні привілеї, вищий клас все ще не звільнений від жорстокого обмеження думки та поведінки уряду, навіть якщо брехня та пропаганда, очевидно, походять з їхніх власних лав. Натомість уряд Океанії пропонує вищому класу їхні «предмети розкоші» в обмін на збереження лояльності до держави; Неконформні громадяни вищого класу все ще можуть бути засуджені, піддані тортурам і страчені, як і будь-яка інша особа. «Книга» чітко пояснює, що умови життя вищого класу є лише «відносно» комфортними, а представники дореволюційної еліти вважали б їх «суворими».
Проли живуть у злиднях і їх заспокоюють порнографією, національною лотереєю, виграш якої рідко виплачується, і джином, «який пролі не повинні були пити». Водночас пролі вільніші та менш залякані, ніж вищі класи: від них не очікують особливої патріотичності, а рівень нагляду, якому вони піддаються, дуже низький; їм не вистачає телеекранів у власних домівках. «Книга» вказує, що оскільки середній клас, а не нижчий клас, традиційно починає революції, модель вимагає жорсткого контролю середнього класу з нейтралізацією амбітних членів Зовнішньої партії шляхом просування до внутрішньої партії або «реінтеграції». Міністерством любові, а пролам може бути дозволена інтелектуальна свобода, оскільки вони вважаються такими, що не мають інтелекту. Вінстон, тим не менш, вважає, що «майбутнє належало пролам».
Загалом рівень життя населення надзвичайно низький. Споживчі товари є дефіцитними, а ті, що доступні через офіційні канали, є низької якості; наприклад, попри те, що партія регулярно повідомляє про зростання виробництва взуття, більше половини населення Океанії ходить босоніж. Партія стверджує, що бідність є необхідною жертвою для воєнних зусиль, і «Книга» підтверджує, що це частково правильно, оскільки метою вічної війни є споживання надлишку промислового виробництва. Як пояснює «Книга», суспільство насправді створене для того, щоб залишатися на межі голодної смерті, оскільки «в довгостроковій перспективі ієрархічне суспільство було можливе лише на основі бідності та невігластва».

## Особливості роману
- Знаменита формула «двічі два дорівнює п'яти» прийшла Орвеллу на думку, коли він почув радянське гасло «п'ятирічку в чотири роки».
- Американська IT-компанія Apple використовувала посилання до роману у відомому рекламному ролику, знятому Рідлі Скоттом і запущеному в 1984 році напередодні випуску Macintosh. У відео представлений виробник комп'ютерів IBM в ролі Старшого Брата.
- У 2009 році онлайн-магазин Amazon вилучив книги письменника Джорджа Орвелла з пристроїв для читання електронних документів Kindle. Користувачі позбулися електронних копій романів «1984» і «Колгосп тварин», на розповсюдження яких, як з'ясувалося, у компанії немає прав.
- Роман «1984» займає восьме місце в списку «200 найкращих книг за версією BBC» (2003).
- У 2009 році газета The Times включила роман «1984» в список 60 найкращих книг, опублікованих за останні 60 років, а журнал Newsweek поставив роман на друге місце в списку ста найкращих книг всіх часів і народів. При цьому роман Марґарет Мітчелл «Звіяні вітром» відзначений у списку 16-м місцем, а Біблія зайняла 41-ше місце.
- Книгу було заборонено в СРСР до 1988 року. У філософському енциклопедичному словникові 1983 року написано: «За ідейну спадщину Орвелла ведуть гостру боротьбу як реакційні, ультраправі сили, так і дрібнобуржуазні радикали».
- Роман став основою опери Лоріна Маазеля, її світова прем'єра відбулася в Ковент-Гардені в 2005.

## Критика
Поет і публіцист Дмитро Биков вважав роман актуальним, при цьому зазначав зміну ставлення до роману з часом: «… існувала думка, що Орвелл сильний як соціальний мислитель і відносно блідий, трафаретний як художник. Виявилося навпаки».
Письменник і популяризатор науки Кирило Єськов, у своєму есеї «Наша відповідь Фукуямі» вельми критично відгукнувся про роман, вважаючи «АНГСОЦ» нежиттєздатним в реальному житті, «якби він існував в грубій реальності, то здох би точно так само, як жахливі веллсівські марсіани».
Письменник Євген Мінко у рецензії на книгу Доріана Лінскі «Міністерство правди» назвав «1984» найважливішим художнім твором XX століття: «При тому, що його суто художні якості вельми скромні: структура та мова повісти не відходили від мейнстримових норм реалізму, явно не претендуючи на аванґардний прорив. Однак за кількістю і довговічністю поширених образів та метафор з Орвеловим твором навряд чи можна порівняти якийсь інший приклад белетристики сторіччя, що минуло. „Старший брат“, „дводумство“, „новомова“, „поліція думок“ увійшли в життя людства навіть не на рівні вдалих термінів, а на рівні стратегій тотального контролю держави над особистістю і спотворення істини на користь актуальних інтересів можновладців».

### 1985, роман Берджеса
«1985» — продовження роману «1984», автор — англійський письменник Ентоні Берджес. Роман розділено на дві частини: перша — аналіз роману-антиутопії Джорджа Орвелла «1984», друга — сам роман Берджеса.
- Перша частина книги. Берджес аналізує роман Орвелла, вдаючись для більшої повноти й багатогранності до аналізу й різних літературних прийомів — від «уявного інтерв'ю» до в'їдливої пародії.
- Друга частина книги. Берджес пропонує власне бачення недалекого майбутнього. Він описує державу, де пожежники ведуть страйк, поки місто охоплене вогнем, де вуличні банди досконало знають латинську, але грабують і вбивають невинних, де люди стають заручниками технологій, перетворюючи своє життя на тортури.

### 1985, роман Далоша
«1985» — продовження роману «1984», автор — угорський письменник і дисидент Дьйорд Далош. Роман починається зі смерті Старшого Брата й відображає проміжний період між 1984 і оптимістичнішим майбутнім, яке характеризується зниженням ортодоксії тоталітарної системи, боротьбою з державами, які звідси випливають, та знищенням військово-повітряних сил Океанії Євразією.

## Екранізації
Див. фільм «Бразилія», «1984» (1956), «1984» (1984).
У листопаді 2022 року було оголошено, що екранізація роману «1984» від фінського режисера Діани Рінго вийде на екрани 2023 року. Фільм є першою російськомовною екранізацією роману. 1984 вийшов 15 листопада 2023 року.

## Переклади українською
Станом на 2021 рік існує 5 повних перекладів книги «Nineteen Eighty-Four» українською мовою.
Перший українськомовний повний переклад роману 1984 був зроблений Віталієм Данмером та виданий у Кривому Розі мистецькою спільнотою Hurtom.com у 2013 році. Аналізуючи український переклад Віталія Данмера роману Орвелла 1984 — де Орвеллом широко використовувалися новотвори/оказіоналізми — мовознавиця Юлія Гакал зазначила, що у своєму перекладі Данмер використовував такі способи відтворення оказіоналізмів, як калькування, транслітерація та опущення, однак до калькування перекладач вдавався найчастіше. Схожий висновок під час аналізу українського перекладу роману Орвелла 1984 Віталія Данмера зробив і мовознавець Дмитро Дадак, який зазначив, що як українські переклади роману Олександра Тереха та Віктора Шовкуна, так і український переклад Данмера для відтворення орвеллівських новотворів найчастіше використовують не власне переклад, а просто транскрипцію, транслітерацію або безпосереднє запозичення неологізму (калькування); детальніший аналіз використання методу перекладу новотворів зробила мовознавиця Алла Пенькова, яка дійшла висновку, що у своєму перекладі Данмер дійсно переклав новотвори першоджерела, створивши власні нові українськомовні новотвори лише у 25 % випадків, а для 69 % випадків він використав калькування, а у 3 % — транскодування.
Уривки
- (уривок) Орвел, Джордж (1988). 1984. Переклад з англ.: Олександр Терех. Київ: журнал «Всесвіт». № 4 за 1988. {{cite book}}: стрип-маркер templatestyles в |інші= на позиції 12 (довідка) (переглянути у Chtyvo)

Повні переклади
- Орвел, Джордж (2013). 1984: роман-антиутопія. Переклад з англ.: Віталій Данмер. Кривий Ріг: Hurtom.com. 321 стор. ISBN відсутній. {{cite book}}: стрип-маркер templatestyles в |інші= на позиції 12 (довідка)Обслуговування CS1: Сторінки із проігнорованими помилками ISBN (посилання) (avtura.com.ua, перша редакція), (chtyvo.org.ua, друга редакція))
- Орвелл, Джордж (2015). 1984. Переклад з англ.: Віктор Шовкун. Київ: Видавництво Жупанського. 312 стор. ISBN 978-966-2355-57-4. {{cite book}}: стрип-маркер templatestyles в |інші= на позиції 12 (довідка) (chtyvo.org.ua)
- Орвелл, Джордж (2021). 1984. Переклад з англ.: Богдана Носенок. Харків: Фоліо. 320 стор. ISBN 978-966-03-9623-4. {{cite book}}: стрип-маркер templatestyles в |інші= на позиції 12 (довідка)[66] (з твердою палітуркою: ISBN 978-966-03-9575-6)[67]
- Орвелл, Джордж (2021). 1984. Переклад з англ.: В'ячеслав Стельмах. Київ: BookChef. 368 стор. ISBN 978-966-993-391-1. {{cite book}}: стрип-маркер templatestyles в |інші= на позиції 12 (довідка)[68] (з твердою палітуркою: ISBN 978-966-993-704-9)
- Орвелл, Джордж (2021). 1984. Переклад з англ.: Олена Ломакіна. Київ: Знання. 285 стор. ISBN 978-617-07-0840-3. {{cite book}}: стрип-маркер templatestyles в |інші= на позиції 12 (довідка)[69]

### Скандал з україномовним перекладом Віктора Шовкуна
У серпні 2015 року, вже після виходу українського перекладу «1984», зробленого Віктором Шовкуном, розгорівся скандал між видавництвом Жупанського та перекладачем. Спочатку Шовкун звинуватив видавця у непогоджених редагуваннях свого перекладу роману 1984. Тоді, у відповідь, видавець оприлюднив невідредагований варіант перекладу, в якому були вжиті численні росіянізми.